# Emilij Laszowski
Emilij Laszowski  (Brlog vára, 1868. április 1. – Zágráb, 1949. december 28.), horvát történész, levéltáros, kulturális és közéleti személyiség.

## Élete és munkássága
Laszowski 1868-ban született Brlog várában, Brlog Ozaljskitól északnyugatra, a Kulpa közelében Sigismund Łaszowski lengyel származású galíciai katonatiszt és Sidonija Sufflay német származású horvát nemesasszony egyetlen fiaként. Családja az ősi lengyel Szeliga nemzetségből származik, vezetéknevüket eredetileg lengyelesen, Łaszowskinak írták. Gazdag családban, szinte feudális környezetben nőtt fel, és nagyon szigorú katolikus neveltetésben részesült. Anyanyelvén, a horváton kívül, latinul, németül, magyarul és oroszul is tudott. Szülőhely, a vár ma már nincs meg, mert először eladták (1893), majd családi viták miatt lebontották (1894). Brlog vára lényének része volt, viszonzatlan szerelem, eltűnése be nem gyógyult lelki seb. Ez inspirálta abban a megszállottságban, hogy egész életét a horvát történelem és kulturális örökség kutatásának szentelte.
Elemi iskolába és gimnáziumba magántanulóként járt, és Zágrábban érettségizett 1887-ben. Szülőföldjén, Brlogban már középiskolásként tanulmányozta a régi dokumentumokat. Grazban orvosi tanulmányokat folytatott, majd a Zágrábi Egyetem Jogi Karán szerzett jogi diplomát 1893-ban. 1891-től ügyvédként az Országos Levéltárban (ma Horvát Állami Levéltár) alkalmazták. Első cikkét 1889. február 10-én publikálta a károlyvárosi „Svjetlo” folyóiratban „Brlog na Kupi i njegovi gospodari” („Brlog na Kupi és urai”) címmel. Az Országos Levéltár munkatársaként számos horvát levéltár (Belovár, Verőce) anyagát rendezte, majd később igazgatóként jelentősen fejlesztette a levéltári szakmát. 1899-ben Ivan Bojničić Kninskivel együtt elindította a „Vjestnik kr. hrvatsko-slavonsko-dalmatinskog Zemaljskoga arkiva” (A Horvát-Szlavón-Dalmát Országos Levéltár Hírlapja) című folyóiratot. 1903-tól 1905-ig szerkesztője volt a „Vitezović” genealógiai, életrajzi, heraldikai és nyomdai havilapnak. Több évig szerkesztette a „Prosvjeta” című újságot, de tagja volt az Országos Műemlékvédelmi Bizottságnak és az Országos Helynévtani Bizottságnak is.
Idősebb Velimir Deželić-csel együtt 1905. november 16-án megalapította a „Braća Hrvatskoga Zmaja” (Horvát Sárkány Testvérek) Társaságot.  Brlog és Ozaly sárkánya, és a Társaság első nagymestere volt, mely tisztséget 1935-ig töltötte be. Később kikiáltották Brlog és Ozaly fősárkányának. Az ő kezdeményezésére alapították meg 1907-ben a Zágrábi Városi Múzeumot a levéltárral és a Zágrábi Városi Könyvtárral, melynek 1925-ig igazgatója volt.  Része volt a Horvát Királyság millenniumának ünnepe (1925) alkalmából Zágráb Város Kulturális és Történelmi Kiállításának megszervezésében. Részt vett az Országos Mentőszolgálat elődjének az Országos Mentőegyletnek megalapításában (1909), amelynek Miroslav Kulmer gróf állandó elnök megválasztásáig első, ideiglenes elnöke, majd titkára volt. 1917-ben, 1918-ban és 1925-ben szerkesztője volt a „Hrvatski Zmaj” (Horvát Sárkány) című újságnak. 
A társaságban végzett tevékenysége közül kiemelkedik Zrínyi Péter és Frangepán Ferenc Kristóf földi maradványainak exhumálása és átszállítása Bécsújhelyről Zágrábba (1919) , és Zrínyi János Antal földi maradványainak Grazból Zágrábba történő átszállítása (1944). Jelentős szerepet játszott Eugen Kvaternik, Vjekoslav Bach és Ante Rakijaš maradványainak Zágrábba történő szállításában (1921), valamint Ozaly és más várak rendezésében, amelyek korábban a Zrínyiek tulajdonában voltak, akiknek kultuszát Emilij Laszowskinak köszönhetően a társaság a mai napig ápolja. Támogatta és elérte, hogy Thurn und Taxis herceg a horvát népnek adományozza Ozaly várát, amelyben később a Zrínyi-Frangepán Múzeumot rendezett be. Ő kezdeményezte Ozaly várának újjáépítését. A társaság tagjaként egy sor terepkutatást és régészeti feltárást végzett várakban, óvárosokban, templomokban és kolostorokban, egész Horvátországban. E kutatások és ásatások egy részének eredményeit közzétette, valamint javaslatokat tett egyes történelmi emlékek helyreállítására.
A Független Horvát Állam idején együttműködött a hatóságokkal és cikkeket publikált a „Hrvatsko kolo” (1942), a „Nedjeljni vijesti” (1942), a „Gospodarstvo” (1943), a „Hrvatska prošlost” (1943), a „Hrvatsko narod” (1943-44), a „Časopis za hrvatsku povijest” és a „Nova Hrvatska” folyóiratokban. 1949-ben Zágrábban halt meg, a zágrábi Mirogoj temetőben temették el.

## Tudományos munkái

### Főbb tudományos művei
- Hrvatske povijesne građevine (I.), 1902
- Matica plemstva županije Požeške, Srijemske i Virovitičke 1745-1902, 1903
- Matija Vlačić Franković (Mathias Flacius Illyricus): glasoviti Hrvat-Istranin XVI. vijeka, 1909
- Povijest plem. općine Turopolja nekoć Zagrebačko polje zvane (társszerzők: id. Velimir Deželić, Janko Barle és Milan Šenoa), 1-3, 1910., 1911. és 1924
- Povijest Desinca-Prhoća nekoć hrvatske plemenske općine stare županije podgorske, 1914
- Iz prošlosti Vrbovca rodnog mjesta hrvatskoga bana Petra grofa Zrinskoga, 1921
- Gorski kotar i Vinodol, 1923
- Stari i novi Zagreb, 1925 (új kiadás: 1994)
- Grad Ozalj i njegova okolina, 1929
- Grof Ivan Zrinski sin sigetskoga junaka, 1934
- Grbovi Jugoslavije (album) (Rudolf Horvattal)
- Stari lički gradovi, 1941
- Rudarstvo u Hrvatskoj, I–II., 1942–1944

### A levéltári anyagokból szerkesztett főbb kiadványai
- Povjesni spomenici plem. općine Turopolje, nekoć Zagrebačko polje zvane, (I-IV), 1904–1908
- Monumenta Habsburgica, (I-III), 1914–1917
- Povijesni spomenici slobodnog i kraljevskog grada Zagreba, (XII-XVIII), 1929–1949
- Građa za gospodarsku povijest Hrvatske u XVI. i XVII. stoljeću: izbor isprava feuda Zrinskih i Frankopana, 1951

### Szerkesztőként és műfordítóként
- 1895-ben Radoslav Lopašić „Oko Kupe i Korane” (A Kupa és a Korana körül) című munkáját készítette elő és egészítette ki a sajtó számára.[5]
- Több száz cikket és tudományos közleményt írt számos folyóiratban és folyóiratban. *Közreműködött a „Diplomatičkoga zbornika kraljevine Hrvatske, Dalmacije i Slavonije (sv. VI–XII., 1908. – 14.)” (A Horvát Királyság, Dalmácia és Szlavónia Diplomáciai Antológiája VI – XII. kötet, 1908–14) elkészítésében.
- Kezdeményezte és szerkesztette a „Znameniti i zaslužni Hrvati te pomena vrijedna lica u hrvatskoj povijesti od 925–1925”, (Híres és érdemes horvátok és értékes személyek a horvát történelemben 925–1925 között) című lexikont (Zágráb, 1925), ahol a mintegy háromezer életrajzból 583-at írt.
- Tadija Smičiklas munkatársa volt a „Codex diplomaticus” számára készült anyagok összeállításában és szerkesztésében.
- Közreműködött a Hrvatska enciklopedija (Horvát enciklopédia) 1-5, Zágráb, 1941-1945 és a „Naša Domovina” (Szülőföldünk I, Zágráb, 1943) című kiadványokban.
- Bibliográfiájában művészettörténeti témákhoz kapcsolódó művek is szerepelnek.

## Fordítás
Ez a szócikk részben vagy egészben  az   Emilij Laszowski című horvát Wikipédia-szócikk ezen változatának fordításán alapul.  Az eredeti cikk szerkesztőit annak laptörténete sorolja fel. Ez a jelzés csupán a megfogalmazás eredetét és a szerzői jogokat jelzi, nem szolgál a cikkben szereplő információk forrásmegjelöléseként.